# Hamptjärnen (Anundsjö socken, Ångermanland, 705342-158862)
Hamptjärnen är en sjö i Örnsköldsviks kommun i Ångermanland och ingår i Moälvens huvudavrinningsområde.